# Zygmunt Radecki
Zygmunt Kazimierz Radecki (ur. 21 lipca 1910 w Skole, zm. w styczniu 1970 w Arvida) – kapitan Wojska Polskiego, pilot Polskich Sił Powietrznych, kawaler Virtuti Militari. 

## Życiorys
Syn Michała i Marii z Lewickich. W 1928 roku zdał egzamin maturalny i rozpoczął studia na Wydziale Chemicznym Politechniki Lwowskiej. Studia ukończył w 1936 roku i wkrótce potem został powołany do odbycia służby wojskowej. Ukończył kurs podchorążych zakończony promocją oficerską na stopień podporucznika z dniem 1 stycznia 1938 r. W ramach przysposobienia lotniczego przeszedł również podstawowe przeszkolenie jako pilot. Po przejściu do rezerwy rozpoczął pracę w laboratorium w zakładach wydobywania nafty w Borysławiu. 
24 sierpnia 1939 roku otrzymał przydział do 6 pułku lotniczego we Lwowie. W trakcie kampanii wrześniowej ewakuował się wraz z macierzystą jednostką do Rumunii, skąd na początku listopada 1939 roku drogą morską został przetransportowany do Francji. Po kilkumiesięcznym oczekiwaniu na przydział w Ośrodku Zapasowym Lotnictwa w Lyon-Bron, w połowie marca 1940 roku został przydzielony do Bazy Lotniczej w Fezie (Maroko) na szkolenie w pilotażu samolotów bombowych. 
Po ataku Niemiec na Francję, pod koniec czerwca 1940 roku wraz z pozostałymi grupami polskich lotników szkolących się w Północnej Afryce, przez Gibraltar został ewakuowany do Wielkiej Brytanii. Po przybyciu został przydzielony do Polskich Sił Powietrznych z nr ewidencyjnym RAF P-1395 oraz brytyjskim stopniem Pilot Officera (P/O).
16 sierpnia 1940 roku odszedł do bazy RAF w Gosport, gdzie w ramach 2 Anti-Aircraft Cooperation Unit (AACU) doskonalił umiejętności pilotażu. 20 maja 1941 roku zameldował się w 18 Operational Training Unit (OTU) w Bramcote i rozpoczął intensywne szkolenie operacyjne przed przydziałem do jednostki bojowej. 7 sierpnia 1941 roku ukończywszy cykl szkoleniowy i otrzymał przydział do 300 dywizjonu bombowego stacjonującego w Hemswell. 
Latał w załodze w składzie:

- I pilot P/O ppor. Zygmunt Radecki,

- II pilot F/O por. Franciszek Gęsior,

- obserwator F/O por. Franciszek Jakubowski,

- radio-operator Sgt szer. Jerzy Kwieciński,

- strz. pokł. Sgt st. szer. Teofil Niemeczek,

- strz. pokł. Sgt kpr. Władysław Czapski.
Od 18 sierpnia 1941 roku rozpoczął wykonywanie lotów bojowych. 1 września 1941 roku został awansowany na porucznika oraz Flying Officera (F/O) w RAF. Do 8 maja 1942 roku wziął udział w 36 operacjach bombowych, brał udział w lotach na bombardowanie m.in. Essen, Hamburga, Kolonii i Bremy. Po ukończeniu kolejki lotów bojowych, 19 maja 1942 roku odszedł do 18 OTU w Bramcote na stanowisko instruktora dla szkolących się załóg bombowych. 1 maja 1943 roku został przydzielony do Bazy Lotnictwa Polskiego w Blackpool. W dniu 1 września został awansowany na kapitana i Flight Lieutenanta (F/Lt) w RAF. Zgłosił się ochotniczo do wykonania II tury lotów bojowych. Z dniem 18 lutego 1944 roku otrzymał przydział do Polskiej 1586 Eskadry Specjalnego Przeznaczenia stacjonującej w bazie w Brindisi.
Pierwszy lot specjalny wykonuje w nocy z 11 na 12 marca 1944 roku lecąc ze zrzutem do północnych Włoch. Pierwszy lot do Polski w nocy z 14 na 15 kwietnia 1944 roku. W sierpniu lata ze zrzutami dla walczącej Warszawy. Lot ze zrzutem do Lasu Kabackiego, wykonany w nocy z 17 na 18 sierpnia 1944 roku był ostatnim lotem, który wykonał w ramach swej drugiej tury bojowej. 
W 301 dywizjonie bombowym, w który przeformowano 1586 Eskadrę w listopadzie 1944 roku, pozostał aż do powrotu jednostki na Wyspy Brytyjskie w marcu 1945 roku. Pod koniec marca 1945 roku odszedł do 13 OTU w Finmere, gdzie rozpoczął szkolenie na samolotach typu de Havilland Mosquito. 5 lipca 1945 roku otrzymał przydział do 305 dywizjonu bombowego stacjonującego w bazie w Épinoy. 24 stycznia 1946 roku powrócił do 301 dywizjonu w Chedburgh, przekształconego w jednostkę transportową. Po demobilizacji nie zdecydował się na powrót do komunistycznej Polski i wyemigrował do Kanady, gdzie zmarł w styczniu 1970 roku w Arvida. 
Pamiątki po kpt. Zygmuncie Radeckim trafiły do jego siostry Marii Kotlińskiej w Sosnowcu, która przekazała je w latach 80. ks. Włodzimierzowi Torbusowi. W 2016 roku pamiątki zostały przekazane do zasobu Oddziałowego Archiwum IPN w Katowicach. W 2021 roku wykorzystano je w kalendarzu przygotowanym w ramach projektu „Archiwum Pełne Pamięci”.

## Ordery i odznaczenia

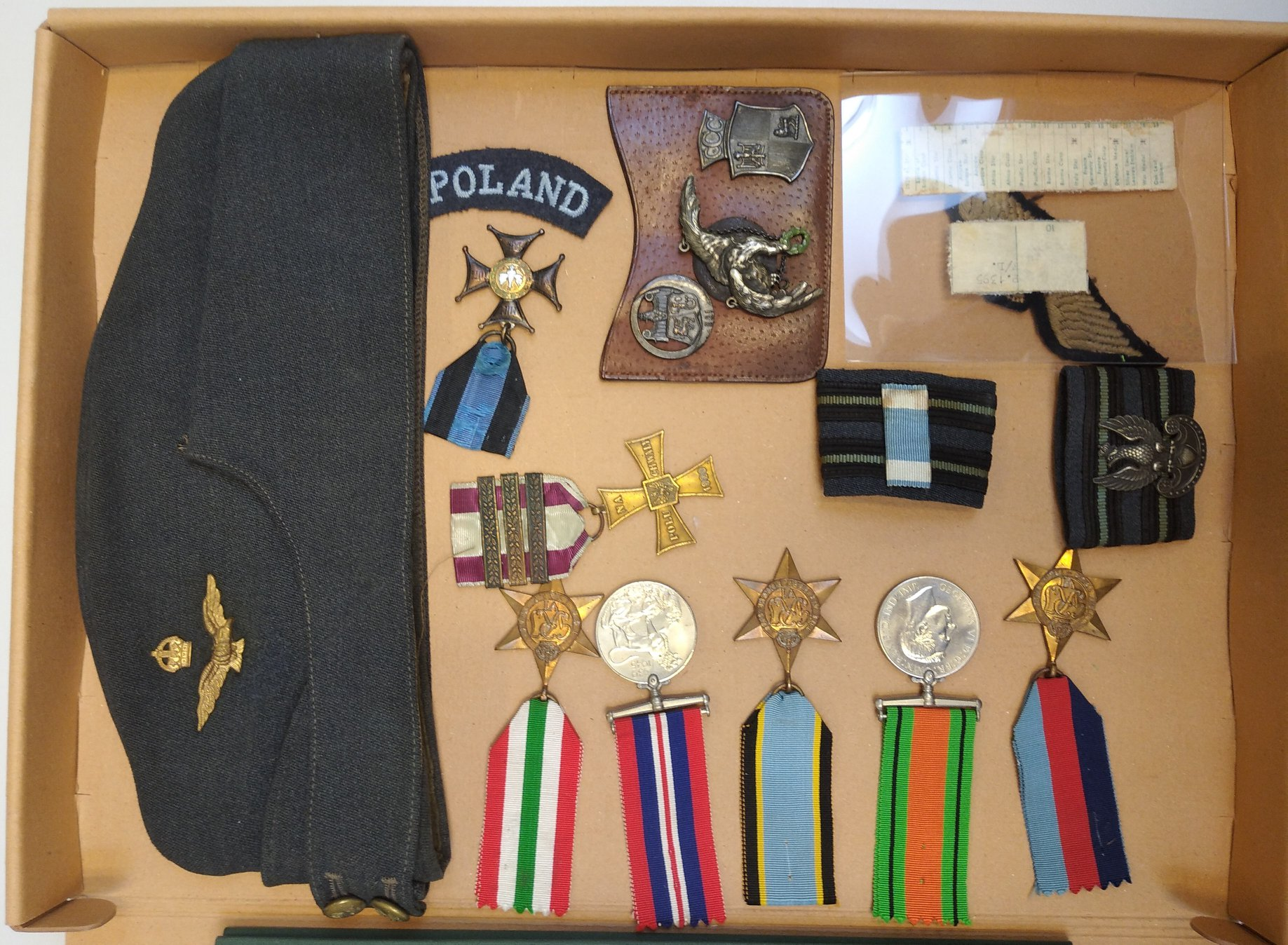
Depozyt Zygmunta Radeckiego przechowywany w Instytucie Pamięci Narodowej

Za zasługi bojowe został odznaczony:
- Polową Odznaką Pilota nr 839 (w 1941 r.),
- Srebrnym Krzyżem Virtuti Militari nr 9360 (w 1942 r.),
- Krzyżem Walecznych – czterokrotnie (w 1941 r. oraz trzykrotnie w 1942 r.),
- Medalem Lotniczym – dwukrotnie (w 1946 r. i 1947 r.)
- The 1939–1945 Star,
- The Air Crew Europe Star,
- The Italy Star,
- The Defence Medal 1939–1945,
- The War Medal 1939–1945.